# Kurt Hovelijnck
Kurt Hovelijnck (Eeklo, 2 juni 1981) is een Belgisch voormalig wielrenner.
Hovelijnck begon zijn profcarrière in 2004 bij Jong Vlaanderen 2016. In dat jaar won hij Circuit Du Pévèle in Bersée en Grand Prix Criquielion in Deux-Acren. In 2005 kreeg hij een profcontract bij Chocolade Jacques. Vier jaar later in 2009 de overstap bij Quick Stepp-innergetic team als knecht. 
Op 17 maart 2009 kwam hij tijdens een training zwaar ten val te Zingem, hierbij liep hij een hersentrauma op. Hij droeg geen helm. Op 7 april 2009 ontwaakte hij uit zijn coma en mocht later de intensieve zorgen verlaten, met gevolg lange herstelperiode en lange revalidatie. In 2010 maakt Hovelijnck zijn wederoptreden. In 2012 start hij opnieuw in de Ronde van Vlaanderen. In de Ronde van Poitou-Charentes valt hij opnieuw zwaar. Eind 2013 stopte hij met zijn wielerloopbaan.

## Resultaten in voornaamste wedstrijden
| Jaar | Gent-Wevelgem | Ronde van Vlaanderen | Parijs-Roubaix | Parijs-Brussel | Parijs-Tours |
| ---- | ------------- | -------------------- | -------------- | -------------- | ------------ |
| 2005 |               |                      |                | 18e            |              |
| 2006 |               | 83e                  |                |                |              |
| 2007 | 111e          |                      |                |                | 19e          |
| 2008 | 97e           | 28e                  | 48e            | 61e            |              |
| 2010 |               |                      |                | 99e            | 92e          |